# Francesc Torralba

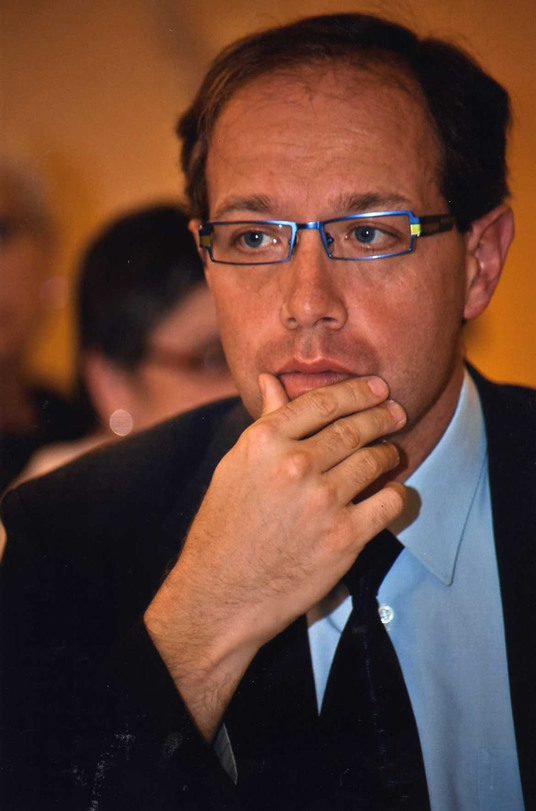
Francesc Torralba (2011)

Francesc Torralba Roselló (* 15. Mai 1967 in Barcelona) ist ein spanischer Philosoph und Theologe.

## Leben
Francesc Torralba erwarb den Doktorgrad in Philosophie an der Universität Barcelona (1992) und in Theologie an der theologischen Fakultät Kataloniens (1997). Bereits 1990 erwarb er das Lizentiat in Philosophie und erhielt den außerordentlichen Lizentiatspreis für die beste akademische Leistung. Anschließend zog er nach Kopenhagen, um die dänische Sprache zu studieren und seine Studien über den dänischen Philosophen Søren Kierkegaard fortzusetzen, den er für seine Dissertation auswählte und für den er den außerordentlichen Promotionspreis für die beste Dissertation der Philosophischen Fakultät in Barcelona erhielt. 1993 erwarb er ein neues Lizentiat in Theologie mit einer Arbeit über die Christologie Kierkegaards, dem er 1997 ein Doktorat in Theologie mit einer Arbeit über das anthropologische Denken des katholischen Theologen Hans Urs von Balthasar anschloss. Er hat Abschlüsse an der Ramon-Llull-Universität in Pädagogik (2018) und an der Ateneu Universitari Sant Pacià, Fakultät Antoni Gaudí, in Geschichte, Archäologie und christlicher Kunst (2022).
Torralba ist Professor an der Universität Ramon Llull in Barcelona, wo er an der Fakultät für Psychologie und Soziologie der Transzendenz, an der Fakultät für Gesundheitswissenschaften Bioethik, an der Fakultät für Philosophie orientalische Philosophien und Geschichte der zeitgenössischen Philosophie und philosophische Anthropologie lehrt. Er lehrt zudem an anderen Universitäten in Spanien und Südamerika. Er ist Mitglied des Instituts Borja für Bioethik (spanisch Institut Borja de Bioètica) und Mitglied von Ethikausschüssen sowie Direktor des Lehrstuhls für Ethik an der Universität Ramon Lull. Er ist Chefredakteur der Zeitschrift Ramon Lull Journal, einer Fachzeitschrift für Ethik. Seit Mai 2011 ist er Präsident des Allgemeinen Rates von Katalonien für religiöse Vielfalt. Im Dezember 2011 wurde er von Papst Benedikt XVI. zum Mitglied des Päpstlichen Rates für Kultur ernannt.
Er ist Autor von zwanzig Essays zu den Themen Anthropologie, Ethik und Erziehung und hat mehr als 1.800 Artikel zu aktuellen politischen, wirtschaftlichen und internationalen Ereignissen und über 100 Bücher veröffentlicht. Einige seiner Bücher sind ins Spanische, Deutsche, Französische, Portugiesische und Italienische übersetzt worden. Er ist auch engagiert bei mehreren Fernsehsendern in Katalonien.
2023 erhielt Torralba den Joseph-Ratzinger-Preis.
Torralba ist verheiratet und Vater von fünf Kindern. Er ist Langstreckenläufer und hat an zahlreichen Marathons und Bergläufen teilgenommen.

## Schriften
- Antropologia della cura, 1998
- Esplorare il senso della realtà, 2000
- Volto e senso dell’azione educativa, 2001
- Ètica della cura, 2001
- La concorxa dels espectres: introducció dramàtica a Nietzsche (Die Manipulation von Aspekten: Dramatische Einführung in Nietzsches Werk, 2001)
- Cent valors per viure (Hundert Werte fürs Leben, 2001), eine kleine Enzyklopädie  zu Werteskalen
- I si la mare de Gandhi tingués raó? (Und wenn Gandhis Mutter recht hätte?, 2002)
- Venticinque catalani e Dio, 2002
- Un altro mondo è possibile?, 2003
- Quale è la dignità umana?, Editorial Herder 2004
- Lettera ad un figlio che ancora non ha nome, 2005
- Il senso civico planetario (spiegato i miei figli), 2005
- Cartes a un fill que encara no té nom (Briefe an einer unbenanntes Kind, 2005)
- L’art de saber escoltar (Die Kunst des Zuhörens, 2006) ist eine Anleitung, um die Kunst des Zuhörens von Grund auf zu entwickeln und geht weit über ein rein persönliches Interesse hinaus.
- Il senso della vita, 2008
- Biblioteca Francesco Torralba dedicata ai Valori, di cui alcune monografie sono: Il Perdono, L’Amicizia, La Serenità, La Compassione. 2008
- Guarda in faccia la morte. 2008
- Calma in un mondo senza calma, 2009
- Intelligenza spirituale, 2010
- Gesù Cristo 2.0, 2011
- L’Amore che viene da dentro, 2011
- La Pace, L’Impegno, 2011
- Con Dio o senza Dio, 2012